# جبهه مؤتلف احزاب آزادی‌خواه
جبهه مؤتلف احزاب آزادی‌خواه ائتلاف احزاب چپگرا در ایران از ۱۹۴۶ تا ۱۹۴۸ بود.
این ائتلاف که توسط حزب توده  و حزب ایران  تأسیس شده بود، با دعوت این احزاب از دیگر احزاب برای پیوستن به آنان در تقلایشان برای به گفته آنان «ترقی اجتماعی و استقلال ملی» ادامه یافت. از بخش‌های مهم به رسمیت شناختن شورای متحده مرکزی اتحادیه کارگران و زحمتکشان ایران به عنوان تنها سازمان طبقه کارگری در ایران بود. این ائتلاف به دنبال حمایت حزب توده از گروه پیشه‌وری و بحث اشغال آذربایجان توسط شوروی متلاشی شد.

## احزاب عضو
- حزب توده ایران
- حزب ایران[۱]
- حزب سوسیالیست ایران[۲]
- حزب جنگل[۳]
- حزب دموکرات کردستان ایران[۳]
- فرقه دموکرات آذربایجان[۳]